# Vatnahryggur (ås i Island, lat 64,72, long -16,46)
Vatnahryggur är en ås i republiken Island. Den ligger i regionen Austurland, 270 km öster om huvudstaden Reykjavík.